# Theo Rongen
Th.F.M. (Theo) Rongen (America, 23 juli 1943 – Eindhoven, 11 januari 2025) was een Nederlands politicus en bestuurder. Hij was lid van het Christen-Democratisch Appèl (CDA).
Als voormalig hoofd van de dienst grondzaken in Venlo werd Rongen in december 1997 benoemd tot burgemeester van Thorn. Vanaf juni 2001 werd hij daarnaast ruim een half jaar waarnemend burgemeester van Kessel. Eind 2005 ging hij met 40 jaar in overheidsdienst vervroegd met pensioen.
Rongen was voorzitter van de Limburgse Bond van Muziekgezelschappen (LBM) en vanaf 1992 van de Federatie van Katholieke Muziekbonden in Nederland (FKM). Nadat de vorming van de Verenigde Nederlandse Muziekbonden in 2011 voltooid was, stopte hij met zijn bestuurswerk in de Nederlandse muziekwereld.
Theo Rongen overleed in 2025 op 81-jarige leeftijd in het Catharina Ziekenhuis in Eindhoven.